# Národní parky v Peru

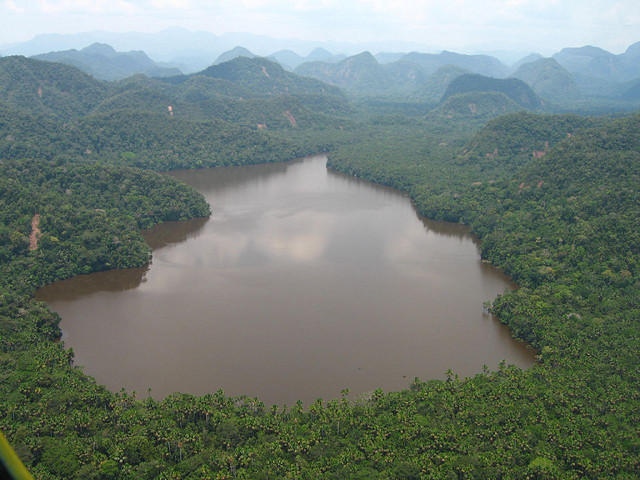
Národní park Cordillera Azul

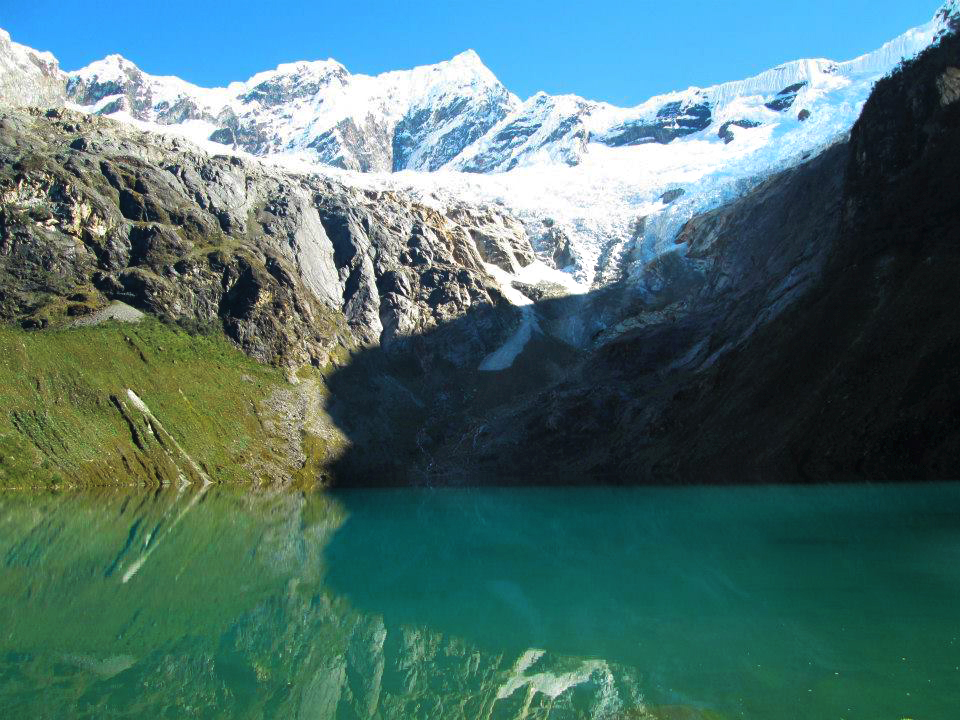
Národní park Huascarán

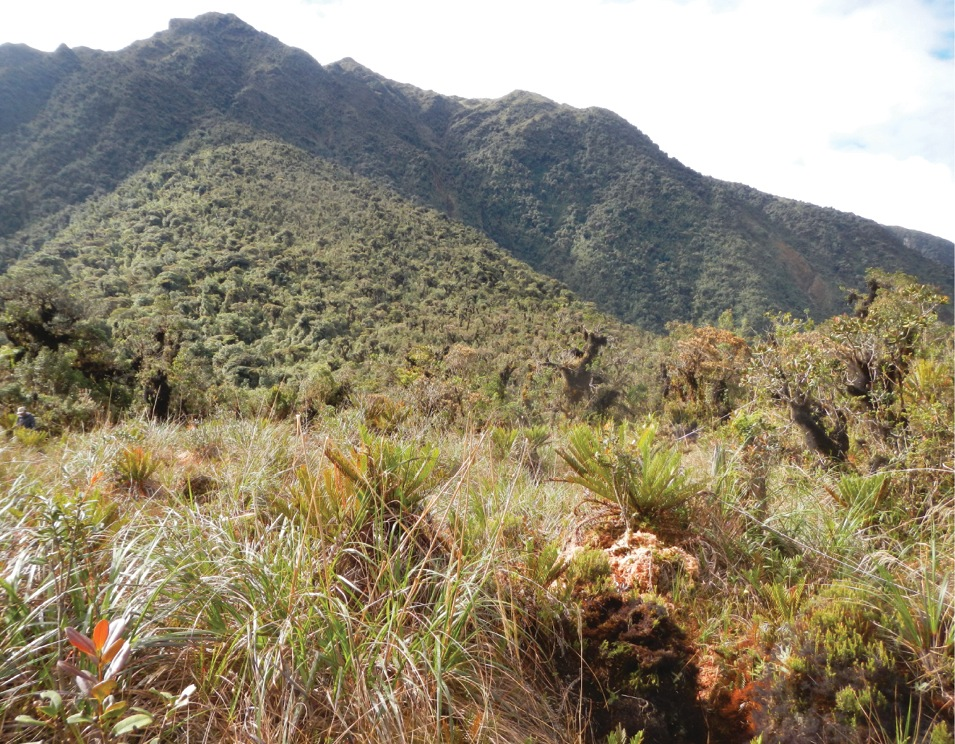
Národní park Yanachaga - Chemillén

V jihoamerickém Peru se k lednu 2021 nacházelo 15 národních parků. Jejich souhrnná rozloha dosahovala hodnoty 103 943 km² (pro porovnání rozloha České republiky činí 78 867 km²). Národní parky spravuje organizace El Servicio Nacional de Áreas Naturales Protegidas por el Estado (zkratka SERNANP), která spadá pod peruánské ministerstvo životního prostředí. Národní parky zahrnují různé ekosystémy – od tropických deštných pralesů až po vysokohorské suché oblasti. Mezi největší hrozby pro chráněná území patří změna využívání půdy, nelegální těžba dřeva, rybolov, pastevectví, hornictví, klimatické změny, nekontrolovaný rozvoj turismu a expanze zastavěného území.

## Přehled národních parků
| Kód   | Národní park                                       | Vyhlášení          | Departement                          | Rozloha (ha)  |
| ----- | -------------------------------------------------- | ------------------ | ------------------------------------ | ------------- |
| PN 01 | Národní park Cutervo                               | 3. srpna 1961      | Cajamarca                            | 8 214,23      |
| PN 02 | Národní park Tingo María                           | 14. května 1965    | Huánuco                              | 4 777,00      |
| PN 03 | Národní park Manu                                  | 29. května 1973    | Madre de Dios, Cusco                 | 1 716 295,22  |
| PN 04 | Národní park Huascarán                             | 1. července 1975   | Áncash                               | 340 000,00    |
| PN 05 | Národní park Cerros de Amotape                     | 22. července 1975  | Piura, Tumbes                        | 151 561,27    |
| PN 06 | Národní park Río Abiseo                            | 11. srpna 1983     | San Martín                           | 274 520,00    |
| PN 07 | Národní park Yanachaga - Chemillén                 | 29. srpna 1986     | Pasco                                | 122 000,00    |
| PN 08 | Národní park Bahuaja - Sonene                      | 17. července 1996  | Puno, Madre de Dios                  | 1 091 416,00  |
| PN 09 | Národní park Cordillera Azul                       | 21. května 2001    | San Martín, Huánuco, Loreto, Ucayali | 1 353 190,85  |
| PN 10 | Národní park Otishi                                | 11. ledna 2003     | Junín, Cusco                         | 305 973,05    |
| PN 11 | Národní park Alto Purus                            | 18. listopadu 2004 | Madre de Dios, Ucayali               | 2 510 694,41  |
| PN 12 | Národní park Ichigkat Muja - Cordillera del Cóndor | 9. srpna 2007      | Amazonas                             | 88 477,00     |
| PN 13 | Národní park Güeppi-Sekime                         | 25. října 2012     | Loreto                               | 203 628,51    |
| PN 14 | Národní park Sierra de Divisor                     | 9. listopadu 2015  | Loreto, Ucayali                      | 1 354 485,10  |
| PN 15 | Národní park Yaguas                                | 10. ledna 2018     | Loreto                               | 868 927,841   |
|       | CELKEM                                             |                    |                                      | 10 394 366,70 |